# Mistrzostwa Świata w Biegach Przełajowych 1977
5. Mistrzostwa Świata w Biegach Przełajowych – zawody lekkoatletyczne, które odbyły się w 1977 roku w niemieckim Düsseldorfie.

## Rezultaty

### Mężczyźni

#### Indywidualnie
| Medal  | Zawodnik        | Czas      |
| Złoto  | Léon Schots     | 37:43 min |
| Srebro | Carlos Lopes    | 37:49 min |
| Brąz   | Detlef Uhlemann | 37:53 min |

#### Drużynowo
| Medal  | Reprezentacja | Punkty |
| Złoto  | Belgia · Léon Schots (1.) · Karel Lismont (7.) · Eric de Beck (18.) · Willy Polleunis (22.) · Frank Grillaert (27.) · Eddy van Mullen (51.)                     | 126    |
| Srebro | Anglia · Bernie Ford (5.) · Tony Simmons (8.) · David Black (9.) · Steve Kenyon (29.) · Barry Smith (35.) · Mike McLeod (43.)                                   | 129    |
| Brąz   | ZSRR · Enn Sellik (10.) · Leonid Mosiejew (11.) · Władimir Mierkuszin (16.) · Aleksandras Antipovas (20.) · Nikołaj Radostiew (40.) · Aleksandr Matwiejew (47.) | 144    |

### Juniorzy

#### Indywidualnie
| Medal  | Zawodnik          | Czas      |
| Złoto  | Thom Hunt         | 23:15 min |
| Srebro | Santiago Llorente | 23:28 min |
| Brąz   | Ari Paunonen      | 23:29 min |

#### Drużynowo
| Medal  | Reprezentacja     | Punkty |
| Złoto  | Stany Zjednoczone | 36     |
| Srebro | Hiszpania         | 40     |
| Brąz   | Kanada            | 67     |

### Kobiety

#### Indywidualnie
| Medal  | Zawodniczka     | Czas      |
| Złoto  | Carmen Valero   | 17:26 min |
| Srebro | Ludmiła Bragina | 17:28 min |
| Brąz   | Giana Romanowa  | 17:35 min |

#### Drużynowo
| Medal  | Zawodniczki                                                                                         | Punkty |
| Złoto  | ZSRR · Ludmiła Bragina (2.) · Giana Romanowa (3.) · Irina Bondarczuk (4.) · Raisa Katiukowa (6.)    | 15     |
| Srebro | Stany Zjednoczone · Sue Kinsey (8.) · Kathy Mills (11.) · Julie Brown (14.) · Paula Neppel (15.)    | 48     |
| Brąz   | Nowa Zelandia · Anne Audain (9.) · Heather Thomson (13.) · Barbara Moore (24.) · Irene Miller (30.) | 76     |

## Tabela medalowa
| Miejsce | Kraj              | Złoto | Srebro | Brąz | Razem |
| 1.      | Stany Zjednoczone | 2     | 1      | 0    | 3     |
| 2.      | Belgia            | 2     | 0      | 0    | 2     |
| 3.      | Hiszpania         | 1     | 2      | 0    | 3     |
| 4.      | ZSRR              | 1     | 1      | 2    | 4     |
| 5.      | Portugalia        | 0     | 1      | 0    | 1     |
| 5.      | Anglia            | 0     | 1      | 0    | 1     |
| 7.      | Niemcy            | 0     | 0      | 1    | 1     |
| 7.      | Finlandia         | 0     | 0      | 1    | 1     |
| 7.      | Kanada            | 0     | 0      | 1    | 1     |
| 7.      | Nowa Zelandia     | 0     | 0      | 1    | 1     |